# Zsófia Erdélyi
Zsófia Erdélyi (ur. 10 stycznia 1987 roku w Budapeszcie) – węgierska biegaczka długodystansowa, uczestniczka Letnich Igrzysk Olimpijskich w Londynie i Rio de Janeiro.

## Kariera

### Rekordy życiowe
| Dystans                            | Czas     | Miejsce     | Rok  |
| ---------------------------------- | -------- | ----------- | ---- |
| bieg na 1500 metrów                | 4:22,19  | Mediolan    | 2007 |
| bieg na 3000 metrów                | 9:27,96  | Los Angeles | 2010 |
| bieg na 5000 metrów                | 16:09,38 | Kowno       | 2009 |
| bieg na 10 000 metrów              | 32:47,96 | Ostrawa     | 2013 |
| Maraton                            | 2:35:37  | Düsseldorf  | 2016 |
| bieg na 2000 metrów z przeszkodami | 6:46,21  | Budapeszt   | 2006 |
| bieg na 3000 metrów z przeszkodami | 10:01,99 | Eugene      | 2009 |

### Igrzyska Olimpijskie
Brała udział w biegu maratońskim na Igrzyskach w Londynie i Rio de Janeiro. W Londynie bieg ukończyła na 91 miejscu                   (osiągając czas 02:44:45), zaś w Rio de Janeiro do mety dobiegła z czasem 02:39:04, co dało jej 52 miejsce.

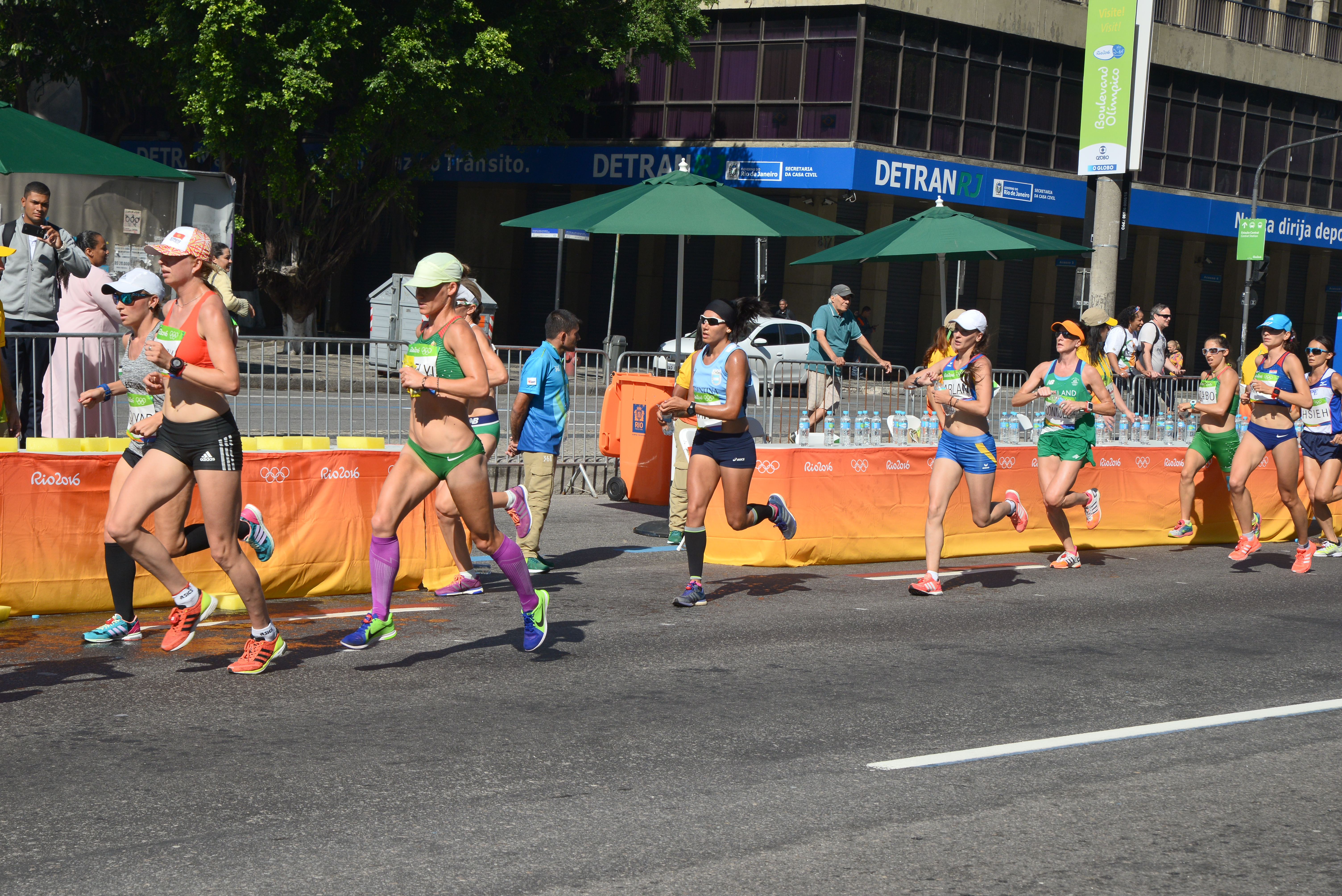
Erdelyi na Igrzyskach w Rio de Janeiro (trzecia od lewej)

## Życie prywatne
Zaczęła biegać w wieku 6 lat. Od czerwca 2015 roku jest matką.

## Źródła
- Oficjalna strona biegaczki. erdelyizsofia.com. [zarchiwizowane z tego adresu (2017-04-23)].
- https://www.olympic.org/zsofia-erdelyi
- https://www.worldathletics.org/athletes/hungary/zsofia-erdelyi-203732
- http://asia.eurosport.com/athletics/zsofia-erdelyi_prs243744/person.shtml